# ロークラインの悲劇
『ロークラインの悲劇』（ロークラインのひげき、Locrine）は、イングランドとTroynovant（現ロンドン）を創設した伝説的トロイ人を描いたエリザベス朝の戯曲。イギリス・ルネサンス演劇の研究者にとって複雑かつ解決困難な問題を多く含んでいる。

## 創作年代
『ロークラインの悲劇』は、1594年7月20日に書籍出版業組合の記録に登録され、1595年に「四折版」が出版された。印刷はトマス・クリード。研究者たちは個別にこの劇の創作年代を推定し、早いもので1580年代初期という意見もあるが、当時の他の作品の関連から、1591年頃とする意見が最も多い。『ロークラインの悲劇』は1591年に出版されたエドマンド・スペンサーの『瞑想詩集』や、初版は1593年だが1591年頃に書かれ写本が回覧されていたトマス・ロッジの詩『The Complaint of Elstred』を借用しているというのがその理由である。劇の創作年代の問題は、著者が誰かの問題も含めて入り組んでいる。もしチャールズ・ティルニー（詳細は後述）が著者であるならば、創作年代はティルニーの亡くなった1586年以前でなければならない。

## 作者
1595年の四折版の表紙に、「W.S.によって新たに述べられ、監修・校正された」という宣伝文が書かれている。この「W.S.」というイニシャルを、Philip Chetwindeはウィリアム・シェイクスピアと解釈し、この『ロークラインの悲劇』を1664年のシェイクスピアの「サード・フォリオ」第2刷へ他の6つの戯曲と共に追加した。そのため、この作品はシェイクスピア外典の中に含まれている。この劇の形式張って型にはまった韻文はシェイクスピア的ではないが、現存しているテキストには改訂の跡が見られる。注釈者の中にはシェイクスピアが改訂を行った可能性を認める意見もあるが、一方でそれを否定する意見もある。当時の数名の劇作家たちがオリジナル版の作者候補にあがっているが、なかでも有力なのはジョージ・ピールとロバート・グリーンである。
1595年の四折判の写しの中に手書きのメモが見つかった。1609年から1622年までジェームズ1世の下で祝典局長（Master of the Revels）を勤めたジョージ・バック（George Buck）が書いたもので、内容は以下の通りである。
Char. Tilney wrot[e a]
Tragedy of this mattr [which]
hee named Estrild: [which]
I think is this. it was [lost?]
by his death. & now s[ome]
fellow hath published [it.]
I made du[m]be shewes for it.
w[hi]ch I yet haue. G. B.
「Char. TilneyはEstrildと名付けたこの題材の悲劇を書いた。私が思うのはこれだ。彼の死で（失われた?）ものを今（誰か）仲間が（これを）出版した。私はそれを黙っておこう。私はまだ持っておく。--G.B.」
(メモは右端に沿って切られていて、いくつかの語が不明瞭である）。このメモが信頼に足るものかについては議論があった。サミュエル・A・タンネンバウム（Samuel A. Tannenbaum）は、
おそらくジョン・ペイン・コリア（John Payne Collier）による、メモは捏造であるとする説に固執した。しかし、他の注釈者たちはこのメモが本物であることを認めている。もしチャールズ・ティルニー（Charles Tilney）が書いたのなら、この劇はティルニーがバビントン陰謀事件（Babington Plot）に加わって処刑された1586年以前に書かれたものでなければならない。しかし、チャールズ・ティルニーが（このメモに書かれてあるものは別として）何か戯曲を書いたという証拠はどこにもない。

## 材源と影響
『ロークラインの悲劇』のテーマは伝説上のブリテン建国偽史である。ウェルギリウスが『アエネイス』の中でトロイからの亡命者が古代ローマを創設したとしたように、トロイからの別の亡命者の一団がブリテン王国を創設したとする、中世のジェフリー・オブ・モンマスの偽史を、後にウィリアム・キャクストンやラファエル・ホリンシェッドが翻案した。『ロークラインの悲劇』はその架空の神話をブリトン人よりもイングランド人に焦点を当て、創設者をロークライン（ジェフリー・オブ・モンマスの『ブリタニア列王史』に出てくるロクリヌス）とした。また、この劇の作者は『Mirror for Magistrates』からも素材を引いている。
セネカの復讐悲劇も『ロークラインの悲劇』に大きな影響を与えている。さらに前述のスペンサーとロッジの詩に加えて、評論家たちはクリストファー・マーロウ、トマス・キッド（Thomas Kyd）、ロバート・グリーン、ジョージ・ピールによる同時代の戯曲との関連も指摘している。同時代の劇との関連は、影響があった証拠、あるいは同じ作家であった証拠と、さまざまな解釈が可能であり、実際にそう解釈されてきた。

## 『ロークライン』と『Selimus』
『ロークラインの悲劇』は同時代の作者不詳の劇『Selimus』（1594年初版）と複雑な相互関係を持っている。二つの劇の共通性は筋の要素の類似、言語表現と韻律構造の共有性を含んでいる。研究者の多くは、この問題について、『Selimus』の作者が『ロークラインの悲劇』から借用したと結論を下したが、一部の研究者はそれに異義を唱えている。また、2つの劇に共通する特徴は2作とも同じ作者が書いたからだとする意見もある。しかし、どちらの劇も匿名で出版され、作者について議論が絶えない現状では、2つの劇の関係に決定的な答えを出すことは不可能である。

## あらすじ
セネカの復讐悲劇にならって、全5幕のそれぞれのはじまる前にギリシア神話の復讐の女神アテが登場するプロローグがついている。それぞれで、アテは「黙劇」（Dumbshow）を紹介し解説する。この劇の5つの黙劇には象徴的な人物、動物、ギリシア神話の人物が登場する。具体的に、第1幕では獅子を殺す射手、第2幕はペルセウスとアンドロメダ、第3幕はクロコダイルを傷つける蛇、第4幕はヘラクレスとオムパレー、第5幕ではイアソンとグラウケーを殺すメディアの黙劇が描かれる。アテは劇の最後にも登場する。
本筋の芝居は、年老いたブリテンのトロイ人指導者ブルータスが、3人の息子たち（ロークライン、Camber、Albanact）や廷臣たちに、自分が間もなく死ぬことと王国の今後について命令を下す。ロークラインには将軍コリネウスの娘グウェンドリンを娶ることを命じ、ブルータスの死後、ロークラインは父の言いつけに従ってグウェンドリンと結婚する。
（歴史的にはありえないことだが）Humber王に率いられたスキタイ人たちがグレートブリテン島に侵略してくる。王妃Estrildと王子Hubbaも一緒である。それから、ブリテン人とスキタイ人との一進一退の戦いが描かれる。勝利を確信した直後の思わぬ敗北で、トロイの王子Albanactは自殺する。(以後、Albanactは亡霊となって現れ、復讐を求める）。しかしトロイ人たちは王妃Estrildを捕虜にし、王宮に連れて行く。そこでロークラインはEstrildにたちまち恋をする。義父コリネウスはロークラインに娘に誠実でいるよう注意する。しかしロークラインはそれを無視し、Estrildを7年間地下の隠れ家に隠す。コリネウスが死んで、ロークラインは自分の不倫を公にする。グウェンドリンの兄弟Thrasimachusは復讐を誓う。
一方、Humber王は敗北してから7年間、人目を忍んだ場所で貧窮の中過ごしていた。Humber王が自殺した時、Albanactの亡霊は歓喜する。コリネウスの亡霊はロークラインの運命を見守っている。グウェンドリンとThrasimachusの軍によって敗戦したロークラインとEstrildは自殺し、二人の娘Sabrenも投身自殺する。グウェンドリンは夫の遺体を父親の墓の隣に国王らしく埋葬するが、Estrildは人里離れた墓に埋める。
この劇に滑稽な息抜きを与えるのは、道化のStrumbo、Trompart、Dorothyである。靴の修繕屋のStrumboはDorothyと結婚するが、召使いのTrompartと一緒にスキタイ人との戦争のため徴兵される。Strumboは死んだふりをして戦争を生き延びる。
Trompart「何か一言、親方」
Strumbo「話せるか。俺は死んでるって言ったろう」
後にStrumboは自殺する直前のHumber王と出会う。Strumboは飢えに苦しむHumber王に食べ物を与えようとするが、Albanactの亡霊にびびって逃げてしまう。